# Cloyd Auto Company
Cloyd Auto Company war ein US-amerikanischer Hersteller von Automobilen.

## Unternehmensgeschichte
Percival C. Cloyd betrieb eine Autowerkstatt in Nashville in Tennessee. 1911 gründete er ein separates Unternehmen zur Produktion von Automobilen. Der Markenname lautete Cloyd. Im gleichen Jahr endete die Produktion. Insgesamt entstanden nur wenige Fahrzeuge.

## Fahrzeuge
Im Angebot stand nur ein Modell. Es hatte einen Vierzylindermotor mit 40 PS Leistung. Er trieb über ein Dreiganggetriebe und eine Kardanwelle die Hinterachse an. Zur Wahl standen Tourenwagen mit 312 cm Radstand sowie Roadster und Runabout mit 279 cm Radstand. Der Neupreis betrug 1400 US-Dollar.